# Terrence Jones
Terrence Alexander Jones (Portland, 9 de janeiro de 1992) é um jogador de basquete profissional que atualmente joga pelo Santa Cruz Warriors da NBA G League, liga de desenvolvimento da NBA.

## Estatísticas na NBA

### Temporada Regular
| Ano      | Equipe          | PJ | PT | MPJ  | AP   | 3P   | LL   | RT  | AS  | BR  | TO  | PPJ  |
| -------- | --------------- | -- | -- | ---- | ---- | ---- | ---- | --- | --- | --- | --- | ---- |
| 2012–13  | Houston Rockets | 19 | 0  | 14.5 | .457 | .263 | .765 | 3.4 | 0.8 | 0.6 | 1.0 | 5.5  |
| 2013–14  | Houston Rockets | 76 | 71 | 27.3 | .542 | .307 | .605 | 6.9 | 1.1 | 0.7 | 1.3 | 12.1 |
| Carreira |                 | 95 | 71 | 24.8 | .532 | .300 | .618 | 2.6 | 6.2 | 1.1 | 1.2 | 10.8 |

### Playoffs
| Ano      | Equipe          | PJ | PT | MPJ  | AP   | 3P   | LL   | RT  | AS  | BR  | TO  | PPJ |
| -------- | --------------- | -- | -- | ---- | ---- | ---- | ---- | --- | --- | --- | --- | --- |
| 2012–13  | Houston Rockets | 2  | 0  | 17.5 | .400 | .000 | .000 | 7.5 | 0.5 | 0.0 | 0.5 | 4.0 |
| 2013–14  | Houston Rockets | 6  | 2  | 23.0 | .513 | .000 | .500 | 6.2 | 1.3 | 0.8 | 0.5 | 7.7 |
| Carreira |                 | 8  | 2  | 21.6 | .490 | .000 | .400 | 6.5 | 1.1 | 0.6 | 0.5 | 6.8 |